# Zweite weibliche Deklination im Slowenischen
In der Slowenischen Sprache deklinieren sich regelmäßig weibliche Wörter auf Konsonanten wie folgt, am Beispiel von miš (Maus):
|              | Einzahl | Zweizahl | Mehrzahl |
| Nominativ    | miš_    | miši     | miši     |
| Genitiv      | miši    | miši     | miši     |
| Dativ        | miši    | mišima   | mišim    |
| Akkusativ    | miš_    | miši     | miši     |
| Lokativ      | miši    | miših    | miših    |
| Instrumental | mišjo   | mišima   | mišmi    |

Wörter dieser Gruppe, die auf dem Suffix betont werden, deklinieren sich wie folgt, am Beispiel von stran (die Seite):
|              | Einzahl  | Zweizahl | Mehrzahl |
| Nominativ    | stran_   | strani   | strani   |
| Genitiv      | strani   | strani   | strani   |
| Dativ        | strani   | stranema | stranem  |
| Akkusativ    | stran_   | strani   | strani   |
| Lokativ      | strani   | straneh  | straneh  |
| Instrumental | stranijo | stranema | stranemi |

Zur Unterscheidung dieser Gruppen hilft nur Auswendiglernen.